# Garcihernández
Garcihernández ist eine Gemeinde in der Provinz Salamanca im Westen Spaniens. Sie hat 411 Einwohnern (Stand: 2024) und liegt etwa 30 Kilometer südöstlich der Stadt Salamanca.
Die Gemeinde umfasst eine Fläche von rund 47,59 Quadratkilometern und liegt auf einer durchschnittlichen Höhe von 814 Metern über NN.
Die wirtschaftliche Ausrichtung liegt fast ausschließlich auf der Landwirtschaft.
Die Ortschaft erlangte historische Bekanntheit durch die Schlacht von Garcia Hernandez, bei der die schwere Kavallerie der King’s German Legion eine Abteilung der französischen Infanterie überraschte, die sich auf dem Rückzug befand.

## Bevölkerungsentwicklung
| Jahr      | 1900 | 1930 | 1960 | 1981 | 1991 | 2000 | 2018 |
| Einwohner | 779  | 908  | 960  | 730  | 605  | 606  | 464  |